# Andalgalomys pearsoni
Andalgalomys pearsoni är en däggdjursart som först beskrevs av Myers 1977.  Andalgalomys pearsoni ingår i släktet Andalgalomys, och familjen hamsterartade gnagare. IUCN kategoriserar arten globalt som livskraftig. Inga underarter finns listade i Catalogue of Life.
Denna gnagare förekommer i norra Paraguay och sydöstra Bolivia. Den vistas i låglandet och i kulliga områden upp till 400 meter över havet. Habitatet utgörs av gräsmarker och buskskogar.